# Ortalide de Wagler
Ortalis poliocephala
Espèce
Statut de conservation UICN

 LC  : Préoccupation mineure
L’Ortalide de Wagler (Ortalis poliocephala) est une espèce d'oiseaux de la famille des Cracidae.

## Description
C'est un oiseau de 625 à 675 mm de long semblable en apparence à l'Ortalide chacamel mais elle est plus grande et sa crête est plus visible mais il peut être difficile de différencier ces deux espèces sur le terrain dont les territoires se superposent dans l'isthme de Tehuantepec.

## Alimentation
Elle se nourrit de feuilles, de graines, d'insectes et de fruits.

## Répartition
Elle est endémique au Mexique. On la trouve sur le versant Pacifique du sud de Sonora à l'isthme de Tehuantepec (État du Chiapas).

## Habitat
Son habitat naturel est les forêts et taillis tropicaux et subtropicaux.